# Этилат натрия
Этилат натрия — химическое соединение, натрия и этилового спирта с формулой C2H5ONa,
бесцветные или желтоватые кристаллы,
реагирует с водой.

## Получение
- Растворение металлического натрия в абсолютном этиловом спирте:

{\displaystyle {\mathsf {2Na+2C_{2}H_{5}OH\ {\xrightarrow {}}\ 2C_{2}H_{5}ONa+H_{2}\uparrow }}}
- Из раствора NaOH в безводном этаноле посредством отгонки воды в виде тройной азеотропной смеси "этанол-вода-растворитель (бензол, циклогексан, изооктан и т. п.)":

{\displaystyle {\mathsf {C_{2}H_{5}OH+NaOH\xrightarrow {} \ C_{2}H_{5}ONa+H_{2}O\uparrow }}}

## Физические свойства
Этилат натрия образует бесцветные или желтоватые кристаллы.
Растворяется в этаноле.
С этиловым спиртом образует аддукт вида C2H5ONa•2C2H5OH.

## Химические свойства
- В водном растворе полностью гидролизуется:

{\displaystyle {\mathsf {C_{2}H_{5}ONa+H_{2}O\ {\xrightarrow {}}\ NaOH+C_{2}H_{5}OH}}}